# AB Flygplan
AB Flygplan var en svensk segelflygplansfabrik i Norrköping.
AB Flygplan grundades i juli 1938 av Sölve Skerving Wester som blev generalagent för den tyska Klemmfabriken i Sverige. Wester såg att behovet av Klemmflygplan på den svenska marknaden var fyllt och andra världskrigets utbrott gjorde det även svårt för fabriken i Tyskland att exportera flygplan, han letade efter andra uppgifter inom flyget. Flygvapnet byggde just upp sin segelflygverksamet på flottiljerna runt om i landet. Efter kontakter med olika företag i Tyskland lyckades han köpa tillverkningslicenser för Grunau Baby, DFS Weihe, och Kranich samt en byggsats av vardera DFS Weihe och Kranich. Därefter letade han efter ett företag där produktionen av flygplanen kunde komma igång. Under våren 1941 hittade han Centrala Glid och segelflygfabriken i Västerås som var till salu, det var en liten verkstad som tillverkade byggsatser för glidflygplan till segelflygklubbar. Efter köpet flyttade han verksamheten först till en lokal vid Vanadisplan i Stockholm där träarbete och dukning utfördes medan metallarbeten utfördes i en mekanisk verkstad i en källarlokal i Enskede. Två månader efter starten kunde det första flygplanet provflygas på Bromma. Efter ett tag fick man lokalbekymmer och när man hittade lämpliga lokaler vid flygfältet i Norrköping flyttades både verksamheten från Vanadisplan och Enskede in i en tom fabriksbyggnad på Saltängen. Under flytten från Stockholm låg verksamheten nere en dryg vecka. De första flygplanen som tillverkades av AB Flygplan var alla beställda för segelflygskolan på Ålleberg, därefter kom flygvapnet med sina beställningar. Företagets kapacitet räckte inte till utan man tvingades lägga ut tillverkningen av 25 Weiheflygplan till AB Flygindustri i Halmstad. När kriget närmade sig sitt slut var behovet av segelflygmateriel fyllt, och tillverkningslicenserna på flygplanen gällde bara Sverige. För att sysselsätta personalen tillverkades under en tid barnvagnar. 31 oktober 1944 sålde Skerving företaget till en svensk-amerikan, Carl Olson som tänkte starta tillverkning av föremål som passade företagets kunnande, men kort efter övertagandet likviderades företaget.

## Flygplan tillverkade vid AB Flygplan
- DFS Kranich, 35 stycken
- Grunau Baby, 95 stycken